# Kohlit
Kohlit es una ciudad mencionada en el Rollo de Cobre, uno de los Manuscritos del Mar Muerto, como el lugar donde varias cajas que contienen oro y plata están enterradas, en varias partes de la misma. A pesar del hecho de que sólo un objeto de los enumerados en el Rollo de Cobre ha sido encontrado hasta la fecha, Kohlit se ha convertido en algo así como el moderno El Dorado.
Kohlit es también una región al este del río Jordán donde tuvieron lugar las campañas militares de Alejandro Janneo. Se desconoce si Kohlit coincide con la ciudad referida en el Rollo de Cobre.